# Китайгородське відслонення
Кита́йгородське відсло́нення — геологічна пам'ятка природи загальнодержавного значення в Україні. Розташований на околиці села Китайгород Кам'янець-Подільського району Хмельницької області. У 2010 р. геологічна пам'ятка увійшла до складу національного природного парку «Подільські Товтри».

## Загальні відомості
Площа природоохоронної території 60 га. Статус даний згідно з Постановою Ради Міністрів Української РСР від 21.03.1984 року № 139. Перебуває у віданні Китайгородської сільської ради. 
Один із найповніших у світі розрізів відкладень силуру і девону, міжнародний геологічний еталон відслонення третього і четвертого періодів палеозойської ери починається на лівому березі річки Тернава і охоплює весь схил пагорба на південно-західній околиці села Китайгород. 
Невелика частина відкладів, переважно пісковиків, які розташовані в заплавній частині річки, після підняття рівня води в 1983—1984 рр. опинилися під водою. Але сам розріз зберіг свою унікальність і до сьогодні. Унікальність розрізу полягає в тому, що тільки в районі с. Китайгород можна спостерігати повний розріз силурійських відкладів. 
На підставі результатів дотеперішнього дослідження силурійських відкладів Поділля, які є досить унікальними і єдиними на території сучасної Європи і досліджуються науковцями з усього світу, можна виділити три горизонти верхнього силуру Поділля:
1. нижній — пісковики
2. середній — сланці
3. верхній — вапняки

Оскільки скам'янілості трапляються тільки у вапняковому горизонті, вік його визначається точніше. Загалом тут розрізняються три яруси: венлокський, лудловський і даунтонський.

## Венлокський ярус
Під товщею води розташований венлокський ярус, що охоплює пісковики і сланці з фосфоритовими конкреціями. Тільки верхня частина, де спостерігаються сланці, є над водою. У верхній частині в сланцях з'являються проверстки щільних вапняків сірого кольору, а в найвищій частині виявлені виключно вапняки. У вапняках трапляється рясна фауна. З брахіоподів є: Atrypa retichlaris, Leptaena transvernalis, Pentaremus podolicus, Spirifer togatus. Досить часто знаходяться рештки трилобітів: Phacops, Leaemes, Calymehe, Praetus.

## Лудловський ярус
Лудловський ярус виявлений вапняками й тентракулітовими сланцями у верхній частині. У вапняках цього ярусу є багато решток коралів. Часто трапляються брахіоподи. З коралів найпоширенішими є Fagosites gothlandica, Halisites catenularia. З наутилід часто знаходяться Orthoceras podolicum.

## Даунтонський ярус
Даунтонський ярус складений вапняками і глинястими сланцями. У вапняках менше, ніж у венлоку, коралів. Провідні брахіоподи — Pentamerus galeatus, P. sileri. Трапляються велетенські раки, з яких для подільського силуру типові Eurypterus lisceri, і панцирні риби Scaphaspis та інші. 
У відкладах даунтовського ярусу присутні вже форми, властиві для девону, перехідними для якого, очевидно, є верхи верств подільського верхнього силуру. 
Вище силурійських відкладів на відслоненні виситься товща крейдових відкладів. Відклади представлені опокоподібною породою з включенням крихких роговикових стяжень кремнію з черепашками Pecten balticus, Trigonia spinosa, Exogyra carinata. Товща являє собою вивітрений останець заввишки 5-7 м та завдовжки 15-25 м, який залягає неузгоджено на корінних породах силуру. 
З огляду на викладене вище науковці вважають, що Китайгородське відслонення є унікальною геологічною пам'яткою загальнодержавного значення. Оскільки у світі мало місць, де трапляється повний розріз силурійських порід, то дане відслонення має належати до Світової геологічної спадщини. 
На Китайгородській стінці можна знайти релікт — шиверекію подільську, дивом опинився тут гісоп лікарський (чи прийшов, як всі середземноморські види, з півдня по Дністру, чи занесли монахи на свій аптечний город).

## Галерея

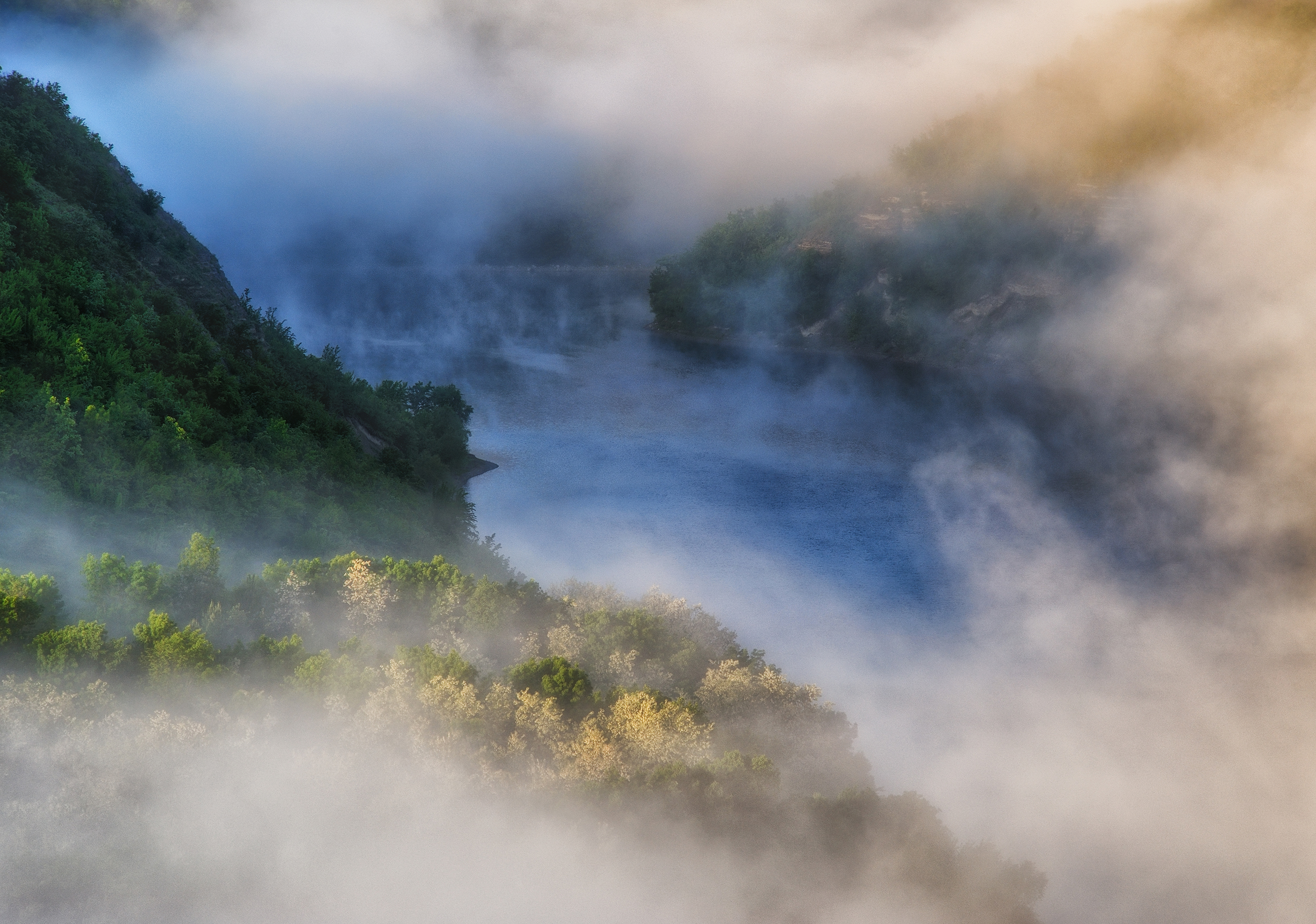
Ранкова туманна феєрія
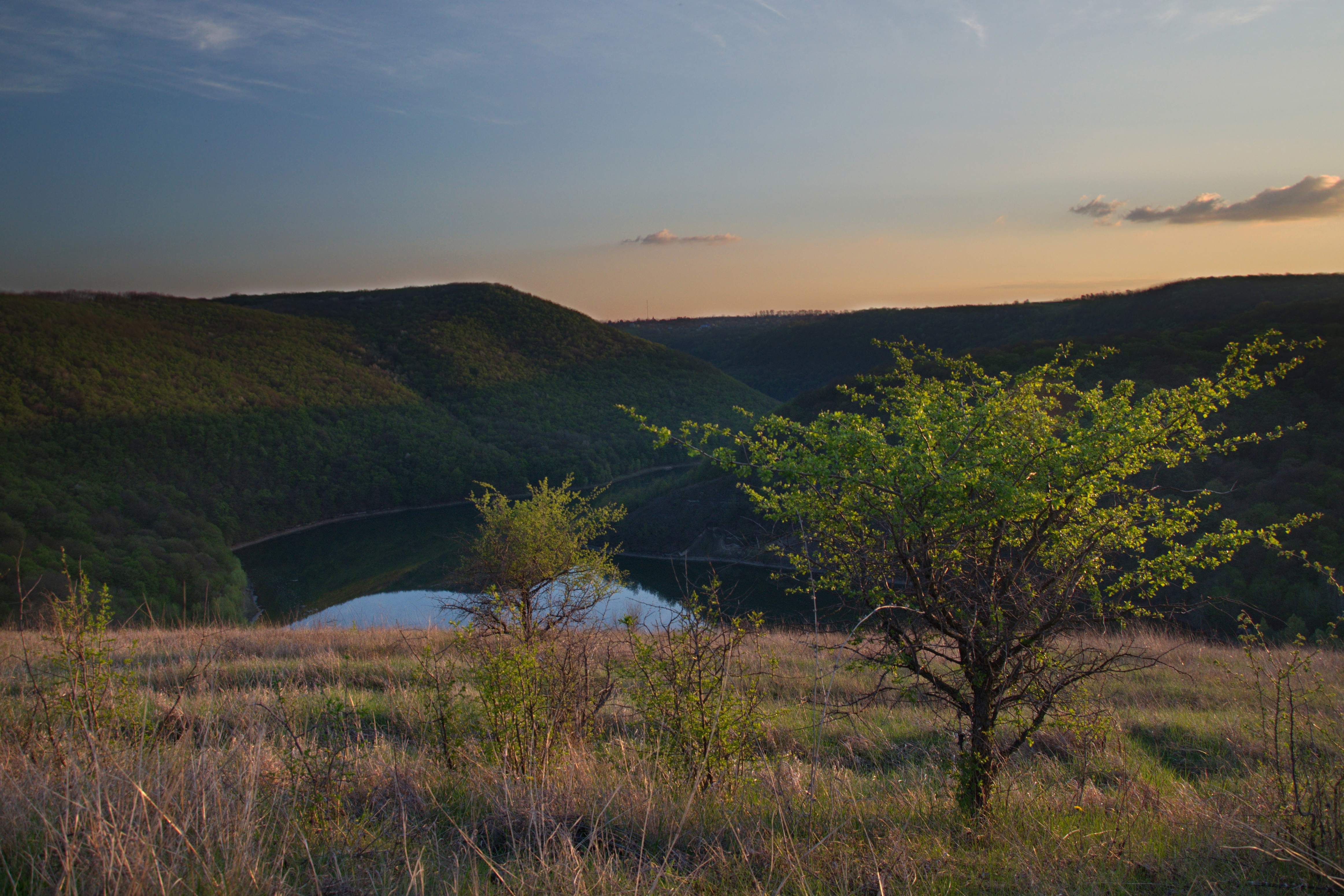
Долина річки Тернава
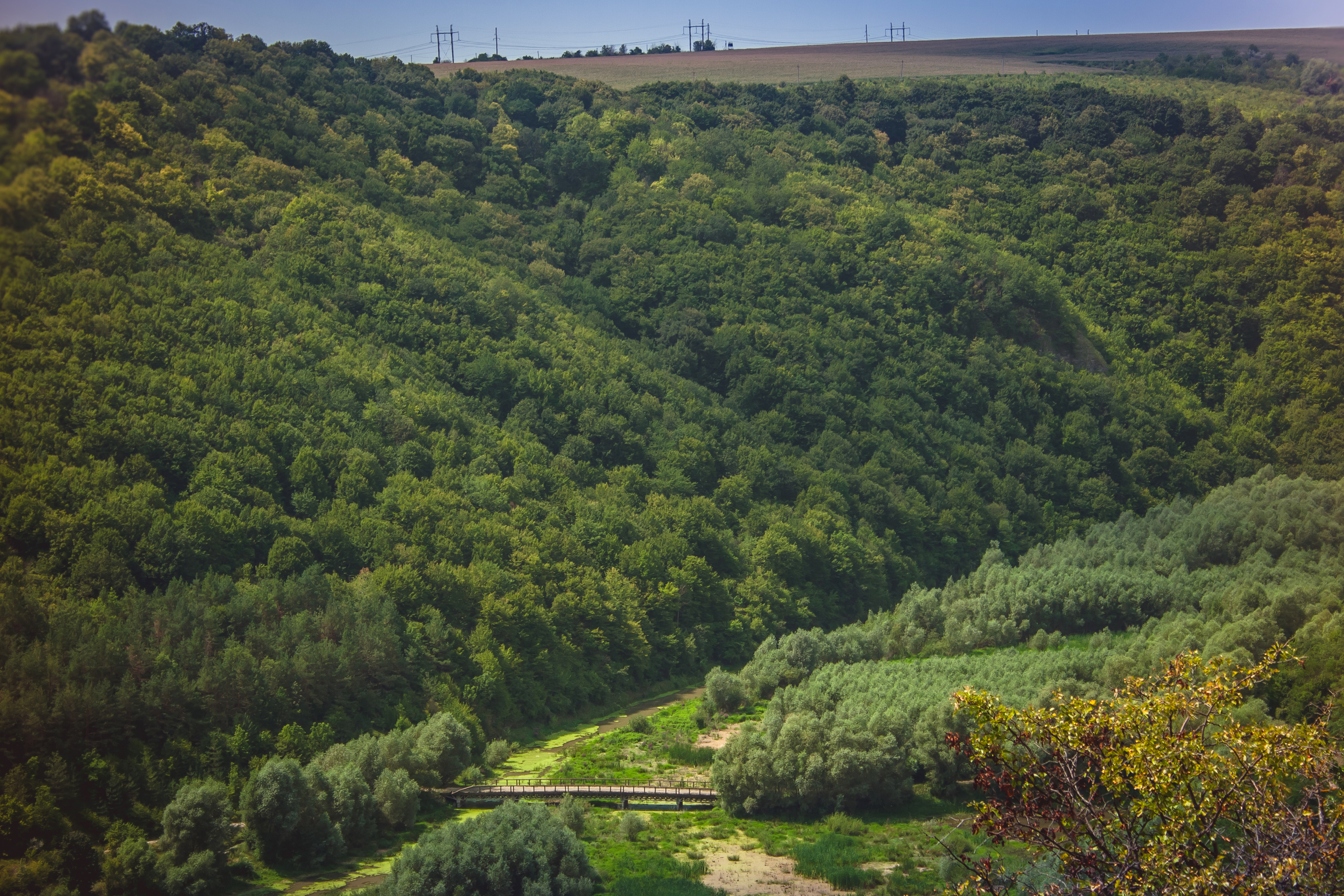
Китайгородський ліс і р. Тернава
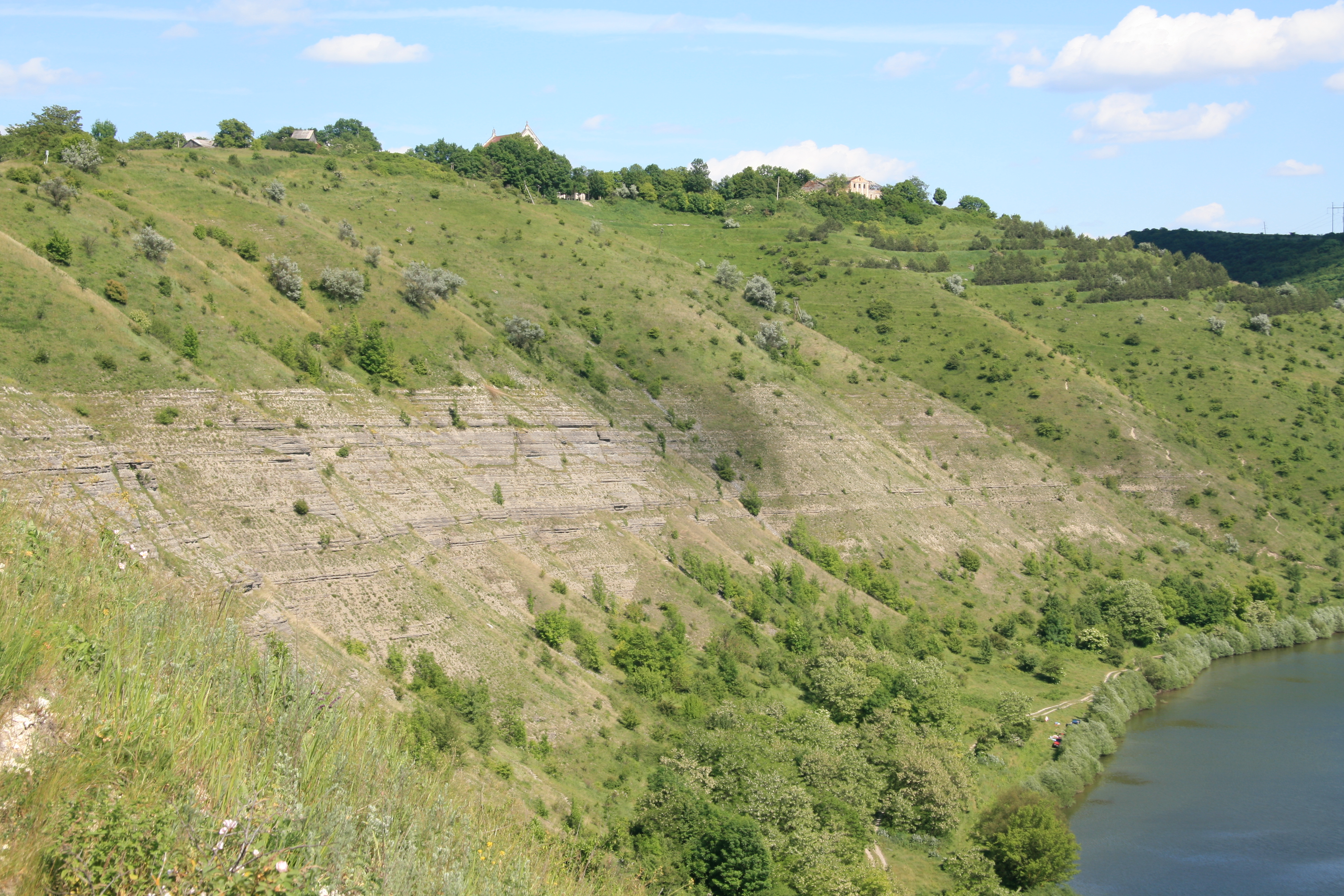
Китайгородське відслонення
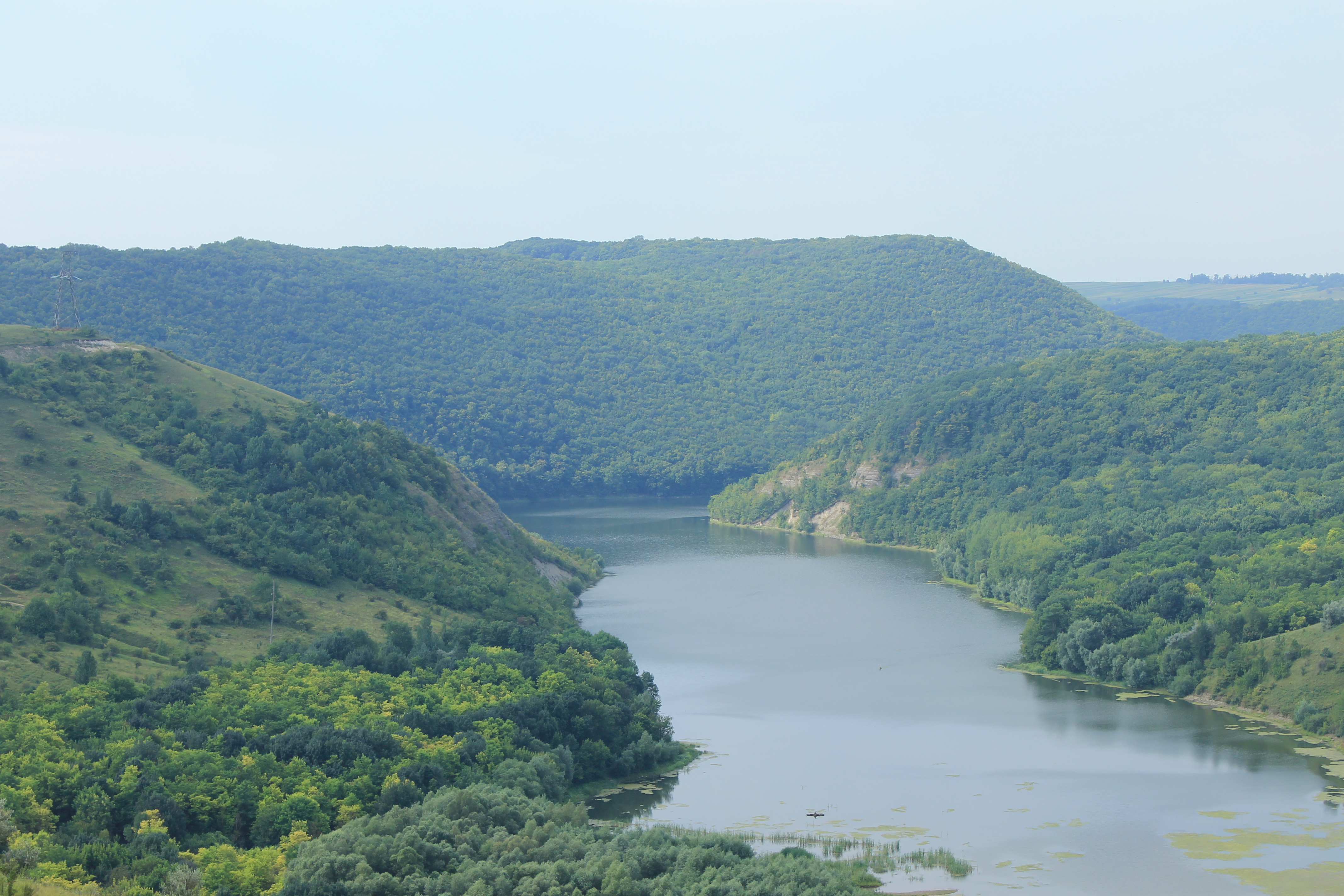
Китайгородське відслонення та річка
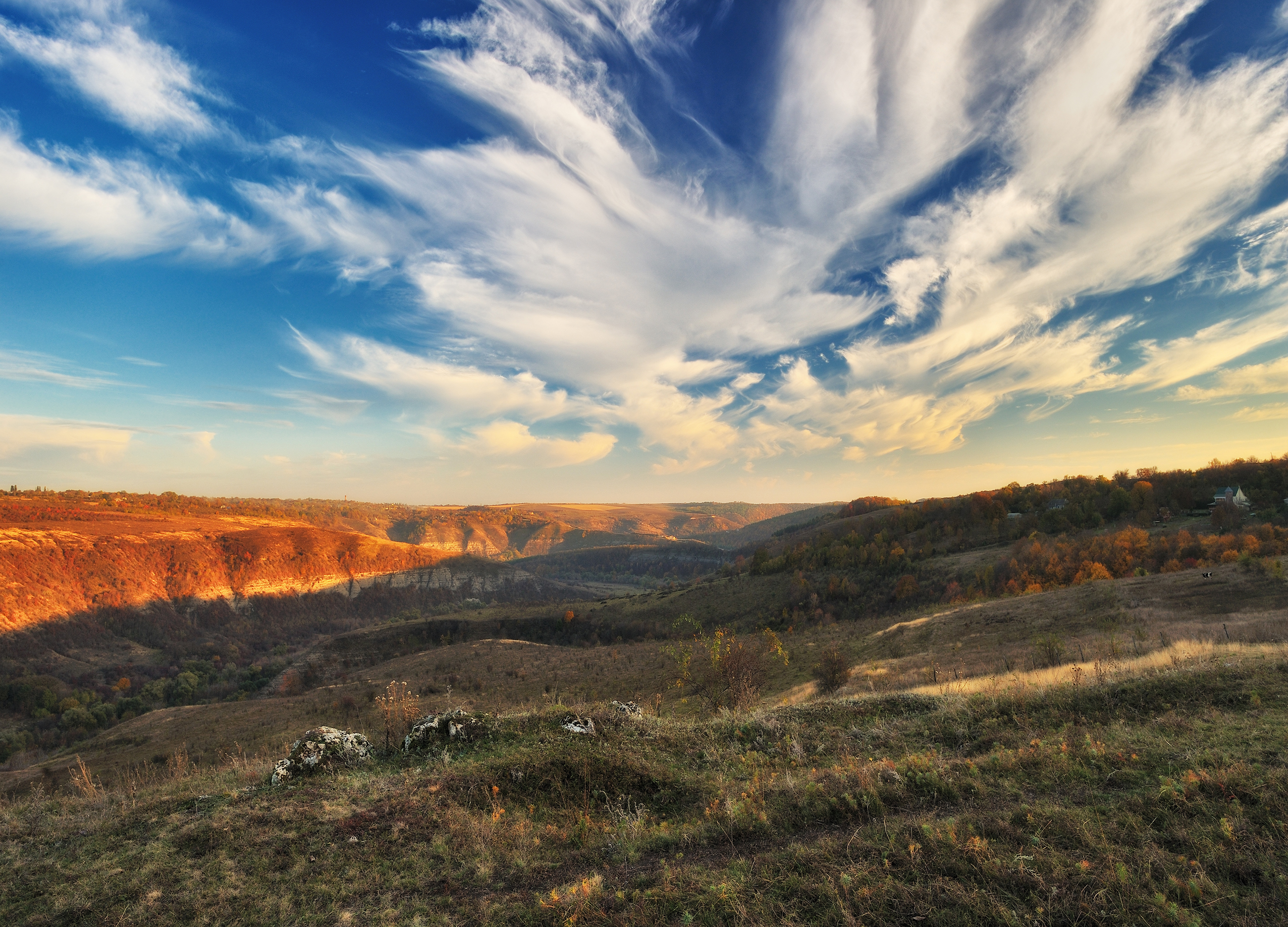
Осінній вечір в долині Тернави
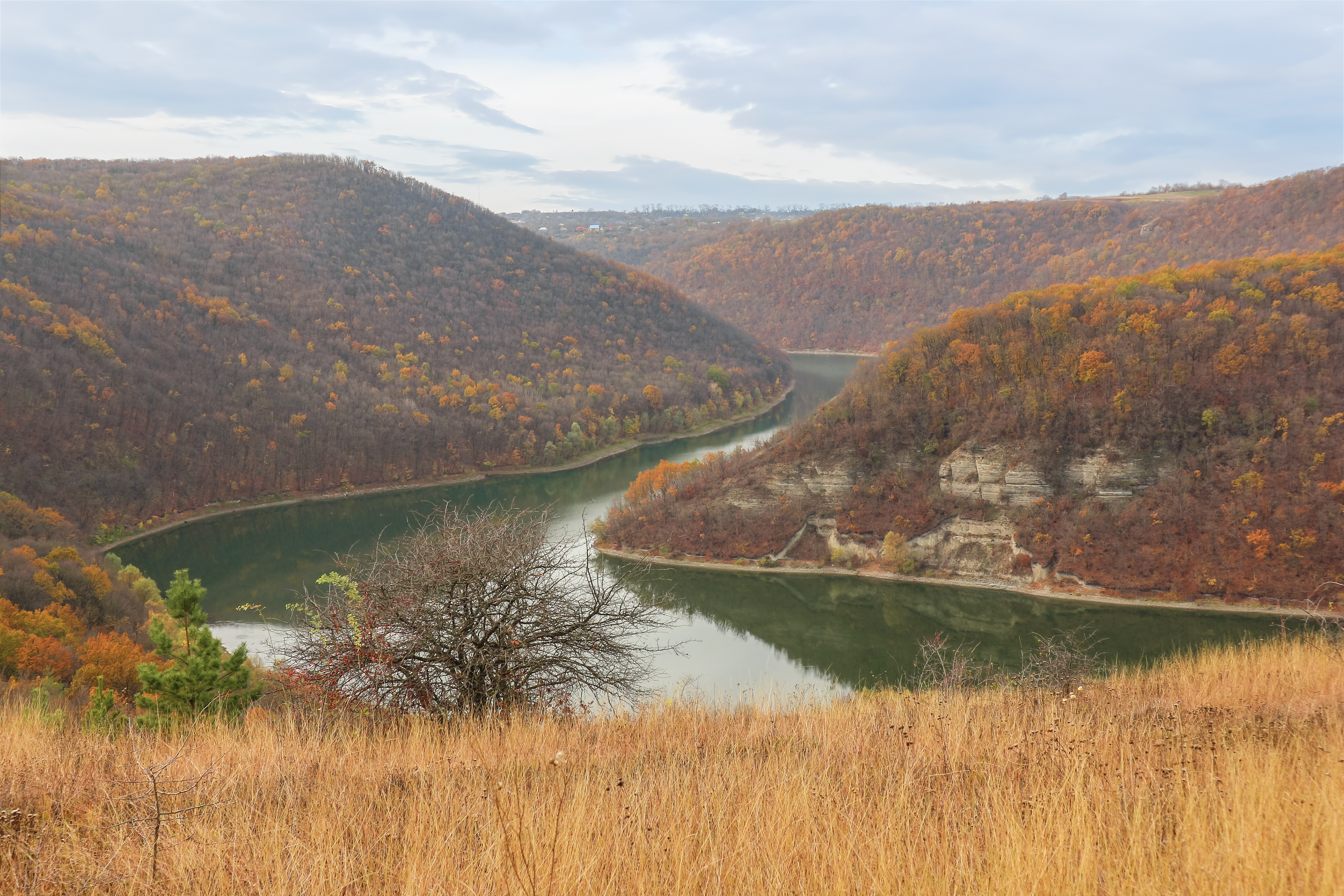
Китайгородський ліс та відслонення
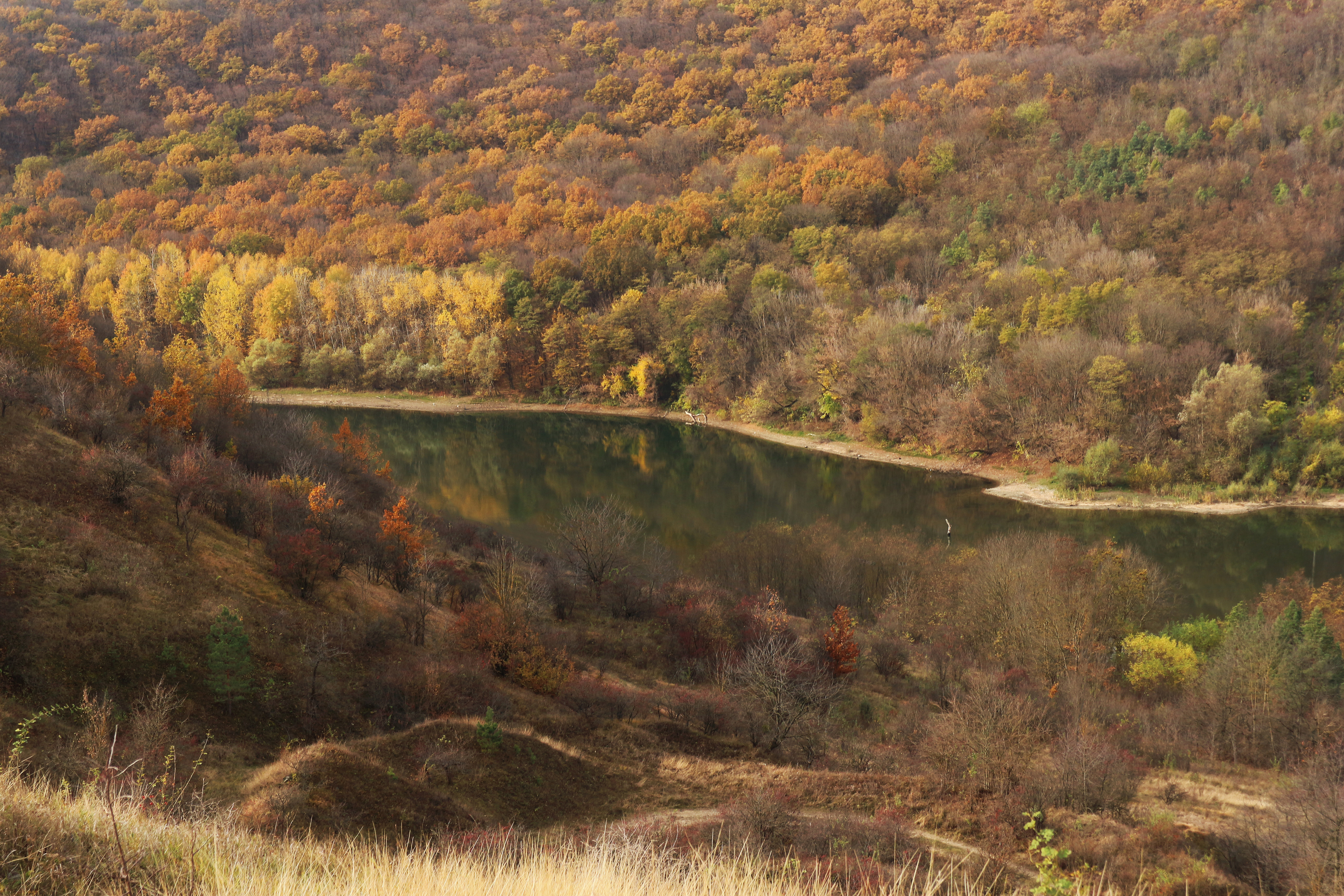
Китайгородське відслонення та ліс
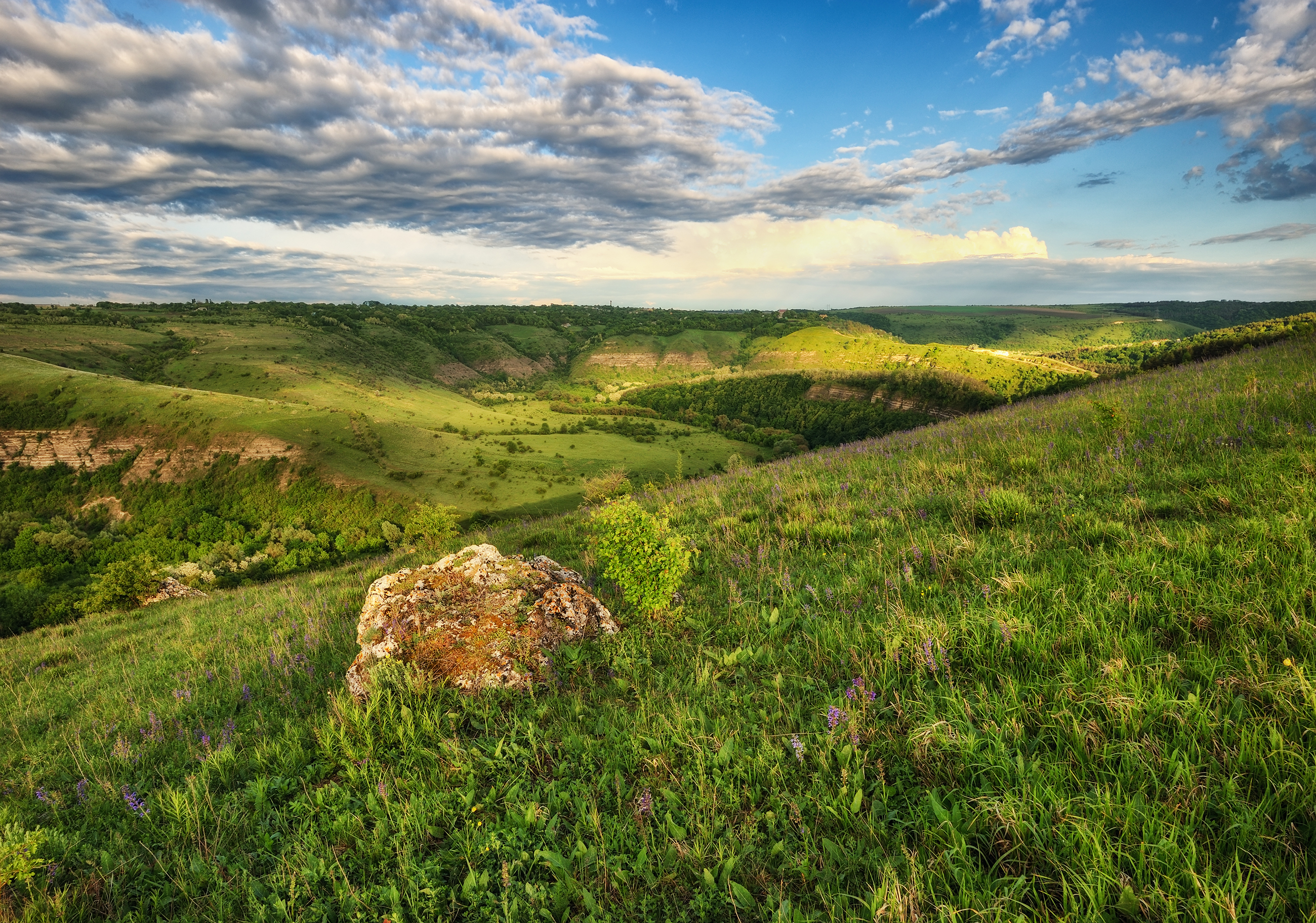
Весняні барви Поділля